# Pedro Gabriel Pereira Lopes
Pedro Gabriel Pereira Lopes, mais conhecido como Pedrinho (São Paulo, 10 de novembro de 1999), é um futebolista brasileiro que atua como ponta-esquerda. Atualmente joga pelo Cuiabá, emprestado pelo Lokomotiv Moscou.

## Carreira

### Audax
Natural de São Paulo, Pedrinho ingressou no Audax após impressionar nas categorias de base do Grêmio Osasco, afiliado do clube. Ele também passou pelas categorias de base do Juventus-SP no ano de 2016. Ele fez sua estreia profissional em 23 de julho de 2017, com apenas 17 anos, entrando como substituto no segundo tempo no empate em casa por 1–1 com o Rio Branco-SP, pela Copa Paulista.

### Oeste
Pedrinho foi contratado pelo Oeste em agosto de 2017, por um contrato de empréstimo até dezembro de 2018. Ele fez sua estreia pelo clube no dia 7 de outubro, entrando como substituto na vitória em casa por 3–0 para o Guarani, pela segunda divisão do Campeonato Brasileiro.
Pedrinho se tornou titular regular no time durante a temporada de 2018, onde marcou seu primeiro gol como jogador profissional em 17 de março, na vitória fora de casa por 1–0 sobre o Batatais, pela Série A2 do Campeonato Paulista. Depois de ajudar o Oeste a conseguir a promoção ao Campeonato Paulista sendo vice-campeão da Série A2, ele também foi titular regular na Série B, marcando cinco gols e evitando o rebaixamento da equipe para a Série C.
Pedrinho voltou ao Audax para a temporada de 2019, mas teve o passe comprado em definitivo pelo Oeste em fevereiro do mesmo ano, assinando um contrato até o ano de 2024.

### Athletico Paranaense
No dia 7 de maio de 2019, Pedrinho foi emprestado ao Athletico Paranaense, inicialmente para jogar na equipe sub-23. Ele fez sua estreia pelo clube no dia 11 de agosto, entrando como substituto de Léo Cittadini na derrota fora de casa por 2–1 para o Botafogo, pelo Campeonato Brasileiro. Seus dois primeiros gols pelo clube aconteceram no dia 18 de janeiro de 2020, marcando dois gols em uma vitória fora de casa por 3–1 sobre o União, pelo Campeonato Paranaense.
No dia 10 de agosto de 2020, após ser o artilheiro do clube no Campeonato Paranaense de 2020 com seis gols, Pedrinho foi comprado em definitivo pelo Athletico Paranaense e assinou contrato definitivo de três anos. Em 5 de março de 2021, meses depois de retornar ao Oeste, a transferência para o Athletico foi desfeita, sendo devolvida a verba de transferência de 5 milhões de reais.

### Retorno ao Oeste
No dia 7 de novembro de 2020, meses após assinar um contrato em definitivo com o Athletico Paranaense, Pedrinho retornou ao Oeste. Sua reestreia pelo clube aconteceu no dia 13 de novembro, entrando como titular em uma derrota em casa por 2–1 para o CRB, pela segunda divisão do Campeonato Brasileiro. No jogo seguinte, em 21 de novembro, marcou seu primeiro gol em sua nova passagem pelo clube, em uma vitória em casa por 2–1 sobre o Brasil de Pelotas.
Em sua nova passagem pelo Oeste, Pedrinho marcou seis gols em 17 jogos na Série B, mas não conseguiu evitar o rebaixamento para a Série C de 2021.

### Red Bull Bragantino
No dia 15 de março de 2021, Pedrinho assinou com o Red Bull Bragantino até 2025. Sua estreia aconteceu no dia 12 de abril, entrando como substituto nos últimos minutos em uma derrota fora de casa por 1–0 para o São Paulo, pelo Campeonato Paulista. Seu primeiro e único gol na sua passagem aconteceu no dia 19 de abril, em uma vitória em casa por 2–0 para a Ponte Preta.
Ele foi principalmente um reserva na maioria dos jogos equipe do técnico Maurício Barbieri, sendo uma opção aos titulares Helinho e Tomás Cuello.

### América Mineiro
Em 18 de fevereiro de 2022, Pedrinho foi emprestado ao América Mineiro, por um contrato até o final do ano. Fez sua estreia pelo clube no dia 23 de fevereiro, entrando como substituto em uma derrota em casa por 1–0 para o time paraguaio Guaraní, pela segunda fase da Copa Libertadores da América de 2022. Fez seu primeiro gol pelo clube no dia 2 de março, no jogo da volta contra o mesmo Guaraní em uma vitória fora de casa por 3–2 (Vencendo por 5–4 na disputa de pênaltis), se classificando para a próxima fase da Libertadores.
Ele marcou oito gols no total pelo clube, ajudando a terminar no meio da tabela do Campeonato Brasileiro de 2022, sendo um dos artilheiros do clube na temporada ao lado de Henrique Almeida.

### Lokomotiv Moscou
Em 8 de setembro de 2022, foi anunciado que Pedrinho assinou um contrato de quatro anos, no valor de 5 milhões de euros, com o clube russo Lokomotiv Moscou. Ele não foi autorizado a ter seu nome comum impresso em sua camisa do Lokomotiv, porque soa semelhante a um termo pejorativo considerado homofóbico na língua russa.
Sua estreia em seu novo clube aconteceu no dia 11 de setembro, entrando como substituto em uma derrota fora de casa pro Fakel Voronezh por 2–0, pelo Campeonato Russo de 2022–23. Em 28 de setembro, Pedrinho marcou seus primeiros gols pelo Lokomotiv, marcando quatro gols na vitória fora de casa por 5–0 sobre o Khimki, pela Copa da Rússia.
No entanto, sua passagem pelo Lokomotiv Moscou não empolgou, fazendo apenas quatro gols em nove partidas.

### São Paulo
Em 7 de dezembro de 2022, foi anunciada a contratação de Pedrinho pelo São Paulo, por um contrato de empréstimo até o final do ano de 2023. Fez sua estreia no dia 15 de janeiro de 2023, entrando como titular em um empate em casa por 0–0 com o Ituano, pelo Campeonato Paulista. Seu primeiro gol pelo clube aconteceu no dia 26 de janeiro, em uma vitória em casa por 4–1 sobre a Portuguesa.
Em 28 de abril de 2023, o contrato de empréstimo de Pedrinho com o São Paulo foi rescindido, após serem divulgadas prints de conversas em que Pedrinho ameaçou sua namorada, deixando o clube com três gols marcados em dez partidas.

### Retorno ao América Mineiro
No dia 4 de julho de 2023, Pedrinho voltou ao América Mineiro, por empréstimo até o final da temporada de 2023. Fez sua reestreia pelo clube no dia 5 de julho, entrando como substituto de Martín Benítez em uma vitória em casa por 1–0 sobre o Corinthians, no jogo de ida das quartas de final da Copa do Brasil.
No entanto, ele disputou apenas 12 partidas e marcando nenhum gol pelo clube em sua segunda passagem, não conseguindo evitar o rebaixamento do clube para a Série B.

### Santos
No dia 11 de janeiro de 2024, Pedrinho foi anunciado como novo jogador do Santos, por um contrato de empréstimo até o final do ano. No entanto, esse fato causou revolta entre a torcida santista, por conta da acusação contra o jogador por violência doméstica contra sua namorada, com quem se reconciliou algum tempo depois. Ele fez sua estreia pelo clube no dia 20 de janeiro, entrando como titular na vitória fora de casa por 1–0 sobre o Botafogo-SP, pelo Campeonato Paulista.

### Cuiabá
Em janeiro de 2025, o Cuiabá acertou a contratação de Pedrinho por empréstimo. O jogador chega ao Dourado por empréstimo até o fim do ano com opção de compra.

## Controvérsias

### Alegações de violência doméstica
No dia 1 de março de 2023, enquanto jogava pelo São Paulo, Pedrinho foi acusado de violência doméstica e agressão por uma ex-namorada, e pediu para ser separado do elenco principal no dia seguinte. No dia 19 de abril, os meios de comunicação brasileiros ge e UOL divulgaram print screens de conversas em que Pedrinho fazia ameaças de morte e xingava sua ex-namorada Amanda Nunes.
Em junho de 2023, Pedrinho moveu uma ação judicial contra o São Paulo, pedindo a reversão de sua demissão; naquele mês Nunes e Pedrinho também apareceram juntos nas redes sociais. Em dezembro, a justiça decidiu a favor do São Paulo, alegando que ele “mentiu para o clube” ao dizer que não agrediu ou abusou da companheira, quando os print screens provaram o contrário.
Em 21 de fevereiro de 2024, a investigação de Pedrinho foi arquivada, após serem apresentados documentos que comprovam que o próprio Pedrinho também foi ferido no processo.

## Estatísticas
Atualizado até 22 de outubro de 2024.

### Clubes
| Equipe               | Temporada         | Campeonato nacional | Campeonato nacional | Campeonato nacional | Copa nacional[a] | Copa nacional[a] | Copa nacional[a] | Competições continentais[b] | Competições continentais[b] | Competições continentais[b] | Outros torneios[c] | Outros torneios[c] | Outros torneios[c] | Total | Total | Total   |
| Equipe               | Temporada         | Jogos               | Gols                | Assist.             | Jogos            | Gols             | Assist.          | Jogos                       | Gols                        | Assist.                     | Jogos              | Gols               | Assist.            | Jogos | Gols  | Assist. |
| -------------------- | ----------------- | ------------------- | ------------------- | ------------------- | ---------------- | ---------------- | ---------------- | --------------------------- | --------------------------- | --------------------------- | ------------------ | ------------------ | ------------------ | ----- | ----- | ------- |
| Audax                | 2017              | —                   | —                   | —                   | —                | —                | —                | —                           | —                           | —                           | 2                  | 0                  | 0                  | 2     | 0     | 0       |
| Audax                | 2019              | —                   | —                   | —                   | —                | —                | —                | —                           | —                           | —                           | 1                  | 0                  | 0                  | 1     | 0     | 0       |
| Audax                | Total             | 0                   | 0                   | 0                   | 0                | 0                | 0                | 0                           | 0                           | 0                           | 3                  | 0                  | 0                  | 3     | 0     | 0       |
| Oeste                | 2017              | 3                   | 0                   | 0                   | —                | —                | —                | —                           | —                           | —                           | —                  | —                  | —                  | 3     | 0     | 0       |
| Oeste                | 2018              | 33                  | 5                   | 3                   | 1                | 0                | 0                | —                           | —                           | —                           | 12                 | 4                  | 0                  | 46    | 9     | 3       |
| Oeste                | 2019              | 0                   | 0                   | 0                   | —                | —                | —                | —                           | —                           | —                           | 7                  | 1                  | 0                  | 7     | 1     | 0       |
| Oeste                | 2020              | 17                  | 6                   | 0                   | —                | —                | —                | —                           | —                           | —                           | —                  | —                  | —                  | 17    | 6     | 0       |
| Oeste                | Total             | 53                  | 11                  | 3                   | 1                | 0                | 0                | 0                           | 0                           | 0                           | 19                 | 5                  | 0                  | 73    | 16    | 3       |
| Athletico Paranaense | 2019              | 6                   | 0                   | 0                   | 0                | 0                | 0                | —                           | —                           | —                           | —                  | —                  | —                  | 6     | 0     | 0       |
| Athletico Paranaense | 2020              | 9                   | 0                   | 0                   | —                | —                | —                | 3                           | 0                           | 0                           | 9                  | 6                  | 0                  | 21    | 6     | 0       |
| Athletico Paranaense | Total             | 15                  | 0                   | 0                   | 0                | 0                | 0                | 3                           | 0                           | 0                           | 9                  | 6                  | 0                  | 27    | 6     | 0       |
| Red Bull Bragantino  | 2021              | 17                  | 0                   | 2                   | 2                | 0                | 0                | 2                           | 0                           | 0                           | 7                  | 1                  | 2                  | 28    | 1     | 2       |
| Red Bull Bragantino  | Total             | 17                  | 0                   | 2                   | 2                | 0                | 0                | 2                           | 0                           | 0                           | 7                  | 1                  | 2                  | 28    | 1     | 2       |
| América Mineiro      | 2022              | 19                  | 4                   | 2                   | 6                | 2                | 1                | 9                           | 2                           | 0                           | —                  | —                  | —                  | 34    | 8     | 3       |
| América Mineiro      | 2023              | 8                   | 0                   | 0                   | 2                | 0                | 0                | 2                           | 0                           | 0                           | —                  | —                  | —                  | 12    | 0     | 0       |
| América Mineiro      | Total             | 27                  | 4                   | 2                   | 8                | 2                | 1                | 11                          | 2                           | 0                           | 0                  | 0                  | 0                  | 46    | 8     | 3       |
| Lokomotiv Moscou     | 2022–23           | 6                   | 0                   | 0                   | 3                | 4                | 1                | —                           | —                           | —                           | —                  | —                  | —                  | 9     | 4     | 1       |
| Lokomotiv Moscou     | Total             | 6                   | 0                   | 0                   | 3                | 4                | 1                | 0                           | 0                           | 0                           | 0                  | 0                  | 0                  | 9     | 4     | 1       |
| São Paulo            | 2023              | —                   | —                   | —                   | —                | —                | —                | —                           | —                           | —                           | 10                 | 3                  | 0                  | 10    | 3     | 0       |
| São Paulo            | Total             | 0                   | 0                   | 0                   | 0                | 0                | 0                | 0                           | 0                           | 0                           | 10                 | 3                  | 0                  | 10    | 3     | 0       |
| Santos               | 2024              | 16                  | 2                   | 0                   | —                | —                | —                | —                           | —                           | —                           | 14                 | 0                  | 3                  | 30    | 2     | 3       |
| Santos               | Total             | 16                  | 2                   | 0                   | 0                | 0                | 0                | 0                           | 0                           | 0                           | 14                 | 0                  | 3                  | 30    | 2     | 3       |
| Total na carreira    | Total na carreira | 134                 | 17                  | 7                   | 14               | 6                | 2                | 16                          | 2                           | 0                           | 62                 | 15                 | 5                  | 226   | 40    | 14      |

- a. ^ Jogos da Copa do Brasil e da Copa da Rússia
- b. ^ Jogos da Copa Libertadores da América e da Copa Sul-Americana
- c. ^ Jogos de campeonatos e copas estaduais

## Títulos
Athletico Paranaense
- Copa do Brasil: 2019
- Campeonato Paranaense: 2020

Santos
- Campeonato Brasileiro - Série B: 2024